# Мориондо Торинезе
Морио̀ндо Торинѐзе (на италиански: Moriondo Torinese; на пиемонтски: Moriond, Морионд) е село и община в Метрополен град Торино, регион Пиемонт, Северна Италия. Разположено е на 328 m надморска височина. Към 1 януари 2020 г. населението на общината е 852 души, от които 44 са чужди граждани.